# Gregor Bucher (Genetiker)
Gregor Bucher (* 13. Mai 1970 in Bobingen) ist ein deutscher Genetiker.

## Leben
Von 1990 bis 1997 studierte er an der Universität München und in Concepción (Chile) Zoologie, Genetik, Entwicklungsbiologie, Immunologie und Humanphysiologie. Er schrieb von 1996 bis 1997 die Diplomarbeit bei Diethard Tautz in München. Er erwarb von 1998 bis 2002 die Promotion in München bei Martin Klingler und Harry McWilliams. Von 2002 bis 2004 war er freier Wissenschaftsjournalist (Süddeutsche Zeitung, Bayerischer Rundfunk, Deutschlandfunk u. a.). Von 2004 bis 2006 war er Postdoc in der Abteilung von Ernst Wimmer in Göttingen. Von 2006 bis 2013 war er Nachwuchsgruppenleiter des Göttinger Zentrums für Molekularbiologie (GZMB). Von 2006 bis 2013 war er Juniorprofessor für Entwicklungsgenetik an der Universität Göttingen. Von 2013 bis 2017 hatte er eine Heisenberg-Professur für Evolutionäre Entwicklungsgenetik in Göttingen inne. Seit 2017 ist er ordentlicher Professor (W2) für Evolutionäre Entwicklungsgenetik an der Universität Göttingen.

## Schriften (Auswahl)
- The evolution of gap gene orthologues. 2002.
- Karrierewege in der Wissenschaft. Wunsch und Wirklichkeit. Berlin 2013, ISBN 978-3-944015-63-7.